# Conocalama fuscalata
Conocalama fuscalata là một loài tò vò trong họ Ichneumonidae.